# Tatra K2R
Tatra K2R – typ zmodernizowanych czechosłowackich tramwajów Tatra K2, które eksploatowane są przez Dopravní podnik města Brna (DPMB). Następcą K2R był typ Tatra K2R.03, w którym z powodu braku funduszy zrezygnowano z modernizacji niektórych części. Modernizacje na typy K2R i K2R.03 przebiegały w drugiej połowie lat 90. XX wieku, powstało po siedem tramwajów każdego z typów. W 2013 r. jeden tramwaj K2R przebudowano na wagon restauracyjny i oznaczono jako K2R-RT.

## Historia
Największy czeski operator tramwajów przegubowych typu K2, brneńskie przedsiębiorstwo komunikacyjne, postanowiło w połowie lat 90. XX wieku zmodernizować posiadane tramwaje typu K2 na wzór nowoczesnych wtedy tramwajów Tatra T3R. W odróżnieniu od ostrawskich modernizacji (Tatra K2G) zakładano przeprowadzenie gruntownych remontów wagonów, remont wnętrza i zmianę wyglądu zewnętrznego. W programie modernizacji miał wziąć udział zakład Královopolská, gdzie produkcja tramwajów miała powrócić po prawie 50 latach.
Typ K2R.03 powstał z powodu braku funduszy na zakup nowego taboru, a także ze względu na doświadczenie z tramwajami K2R.
Przy konstruowaniu tramwaju restauracyjnego K2R-RT inspirowano się podobnymi tramwajami z Berlina, Gery czy Wiednia.

## Modernizacja
Nadwozie tramwajów K2 poddano remontowi i zabezpieczono przed korozją. Zamontowano nowe czoła zaprojektowane przez Patrika Kotasa, w tym czasie założone także w tramwajach T3R, a także dwupłatowe drzwi odskokowe z przyciskami indywidualnego otwierania drzwi przez pasażerów. Zmodernizowano także wnętrze tramwajów. Zastosowano nową antypoślizgową wykładzinę podłogową, zastąpiono oryginalne siedzenia plastikowe nowymi tapicerowanymi, zmodernizowano oświetlenie i ogrzewanie oraz wymieniono okna na nowe z uchylnymi lufcikami. Wprowadzono także zmiany w pulpicie motorniczego, w którym zainstalowano ręczny zadajnik jazdy w postaci dżojstika. Nowością stał się także system informacji pasażerskiej.
Hamulce w środkowym wózku wymieniono na elektrohydrauliczne, tramwaje otrzymały nowy połówkowy odbierak prądu opuszczany elektrycznie, a w miejsce przetwornicy wirowej przetwornicę statyczną. Rozruch oporowy zastąpiono tyrystorowym typu ČKD TV8 na bazie tyrystorów GTO z rekuperacją energii elektrycznej.
Zakres modernizacji na typ K2R.03 był zbliżony do tego z typu K2R, jednak istnieją między nimi pewne różnice. W tramwajach K2R.03 pozostawiono hamulce elektromechaniczne w środkowym wózku, zrezygnowano z wymiany drzwi harmonijkowych na odskokowe (wymieniono tylko napędy maszyn drzwiowych), pozostawiono plastikowe siedzenia, okna z przesuwnymi częściami. Zamontowano także inny rodzaj reflektorów (oprócz tramwaju nr 1079).
Przy przebudowie tramwaju K2R na wagon restauracyjny K2R-RT doszło do zaślepienia drugich i czwartych drzwi wraz ze schodami. Usunięto także dwa okna, obydwa z prawej strony nadwozia w drugim członie: pierwsze z powodu montażu lodówki, drugie w związku z zabudowaniem kabiny toalety. Tramwaj wyposażono w dodatkową przetwornicę 600 V/230 V. Zmieniono także częściowo układ miejsc siedzących, montując przy niektórych z nich stoliki. W przedniej części tylnego członu zamontowano bar z umywalką, lodówką, kabiną WC i kilkoma oddzielnymi uchwytami na szklanki. Tramwaj wyposażono w instalację wodną, system audiowizualny, Internet mobilny, nowy system ogrzewania i oświetlenia. Na ścianach umieszczono imitację drewna, siedzenia pokryto skajem w kolorze zielonym. Tramwaj polakierowano na kolor jasnozielony, który jednak został w większości zakryty folią przedstawiającą kufle z piwem i napisem „Šalina pub”. Przebudowę tramwaju sfinansował browar Starobrno, koszty wyniosły 3 miliony koron.

## Dostawy
| Państwo        | Miasto         | Typ            | Lata modernizacji | Liczba | Uwagi                                    |       |
| -------------- | -------------- | -------------- | ----------------- | ------ | ---------------------------------------- | ----- |
| Czechy         | Brno           | K2R            | 1995–1998         | 7      | jeden z tramwajów przebudowano na K2R-RT | [ 4 ] |
| Czechy         | Brno           | K2R.03         | 1997–1999         | 7      |                                          | [ 5 ] |
| Czechy         | Brno           | K2R-RT         | 2013              | 1      | tramwaj-restauracja „Šalina pub”         | [ 6 ] |
| Łączna liczba: | Łączna liczba: | Łączna liczba: | Łączna liczba:    | 14     |                                          |       |

## Eksploatacja

### Tatra K2R
Na początku 1995 r. do zakładu Královopolská przewieziono dwa brneńskie tramwaje K2 nr 1006 i 1018. Tutaj przeprowadzono produkcję nowych frontów i odnowiono szkielety obu tramwajów. Z powodu niewystarczającego wsparcia projektu ze strony zakładu Královopolská oba tramwaje zostały przekazane z powrotem brneńskiemu przewoźnikowi, gdzie miały zostać ukończone. Tramwaj nr 1018 tymczasowo odstawiono skupiając się na modernizacji w warsztatach tramwaju nr 1006, który przejął numer 1066 po tramwaju spalonym w 1992 r.. Przebudowę ukończono na początku 1996 r., a tramwaj K2R nr 1066 został zaprezentowany publicznie 22 marca tego samego roku. Potem przebiegały jazdy próbne, tramwaj został wystawiony na Międzynarodowych Targach Inżynieryjnych we wrześniu 1996 r., a do ruchu z pasażerami przydzielono go po raz pierwszy w marcu 1997 r.. Drugi tramwaj nr 1018 zmodernizowano w drugiej połowie 1997 r.
Już w 1995 r. firma Pars DMN Šumperk otrzymała kontrakt na modernizację kolejnych 5 wagonów na typ K2R. Pierwszy wagon (nr 1039) przewieziono do Šumperku w grudniu 1995 r., dalsze cztery w ciągu roku 1996. Tramwaje nr 1039, 1064 i 1003 dokończono i wprowadzono do ruchu w 1997 r., wagony nr 1028 i 1053 w 1998 r.. Niektóre tramwaje T2R odstawiono potem z powodu problemów technicznych (tramwaj nr 1039 nie kursował od 2002 do 2008 r.).
W latach 2004–2010 przy przeglądach technicznych stopniowo wymieniano hamulce elektrohydrauliczne średniego wózka z powrotem na elektromechaniczne.
W sierpniu 2015 r. tramwaj nr 1003 spłonął w czasie wykonywania kursu, a ze względu na uszkodzenie okablowania i urządzeń energoelektronicznych oraz spodziewaną dostawę nowych tramwajów niskopodłogowych, został złomowany jesienią tego samego roku. Był to pierwszy wycofany brneński tramwaj z czołami projektu Patrika Kotasa.

### Tatra K2R.03
Z powodu ograniczonych możliwości finansowych brneński przewoźnik postanowił ograniczyć zakres modernizacji tramwajów K2. W latach 1997–1998 w firmie Pars Šumperk przeprowadzono częściowo przebudowę dwóch tramwajów na typ K2R.03 (nr 1079 i 1081), a dalsze prace wykonano już w warsztatach brneńskiego DPMB. Kolejnych 5 tramwajów K2 (nr 1027, 1029, 1037, 1059 i 1060) przetransportowano do Šumperku przewieziono w połowie 1998 r., a w 1999 r. powróciły one do Brna już przebudowane na typ K2R.03.

### Tatra K2R-RT

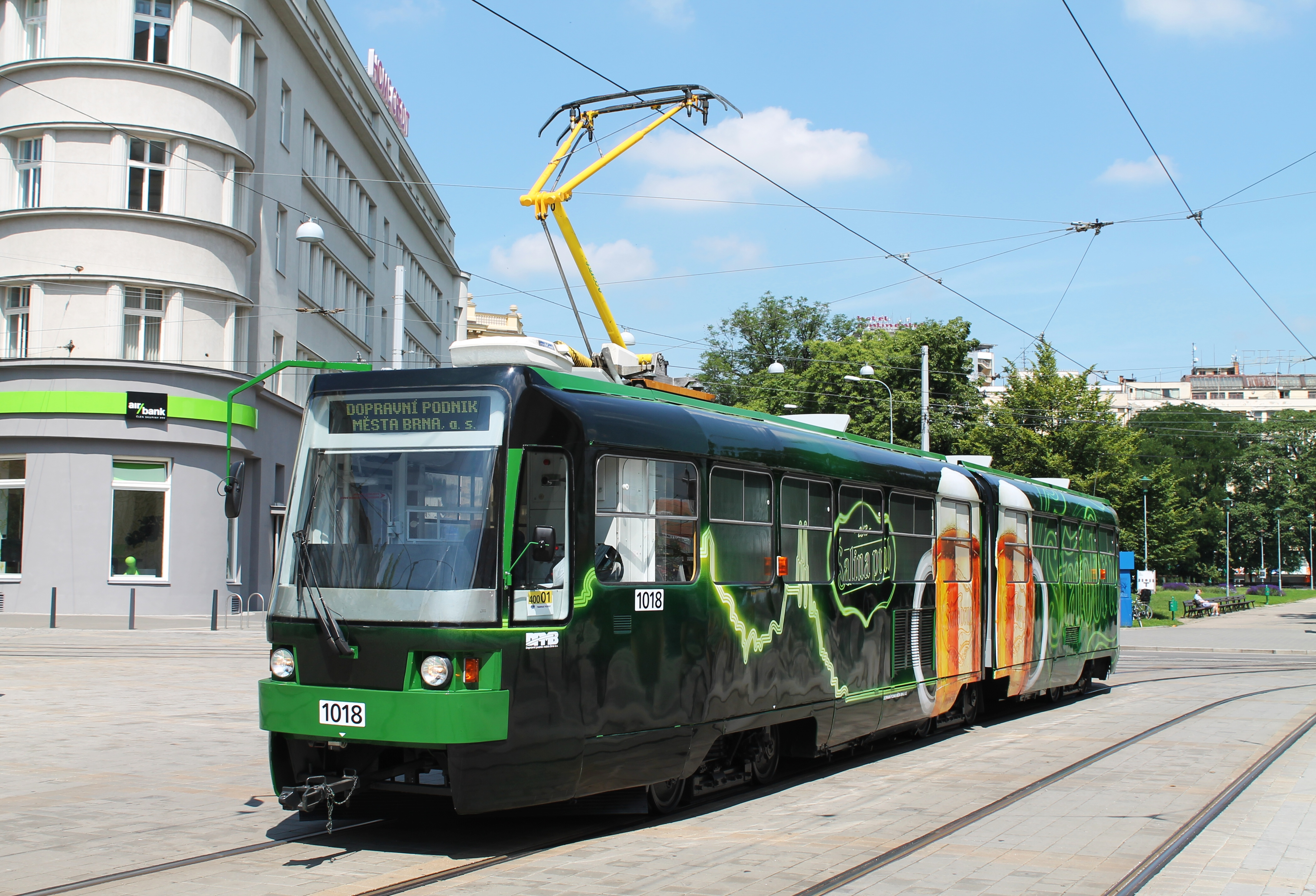
Tramwaj-restauracja „Šalina pub“

Przebudowę jednego z brneńskich tramwajów na tramwaj restauracyjny zaczęto rozważać w 2012 r. Dzięki współpracy z browarem Starobrno, agencją reklamową SNIP & Co. i firmą kateringową Royal party servis w lutym następnego roku wybrano do przebudowy tramwaj nr 1018, który był przeznaczony do naprawy głównej. Ta została powiązana z adaptacją tramwaju dla potrzeb restauracji i rozpoczęła się w 2013 r. Po przebudowie wagon („Šalina pub”) został zaprezentowany publiczności 15 czerwca 2013 r. na placu Svobody na festiwalu „Brno – miasto w środku Europy”. Istnieje możliwość wynajęcia tramwaju.